# Volturno
Na mitologia romana, Volturno foi um deus do Tibre e pode ter sido o deus de todos os rios. Ele tinha seu próprio flâmine menor, um sumo sacerdote, o Flamen Volturnalis. Seu festival, Volturnália, era realizado em 27 de agosto.

## Cultura
Embora fosse originalmente um deus etrusco, sua adoração se espalhou para Roma e parece ter substituído ou coincidido com o deus romano Tibre.

## História
Embora originalmente popular o suficiente para receber seu próprio Flâmine, ele desapareceu na obscuridade na época do final da República Romana.

## Aparência
Volturno era um homem, que tinha longos cabelos loiros.

## Família
Volturno teve pelo menos dois descendentes, uma filha chamada Juturna e um neto chamado Fonte. Fonte nasceu de um caso de amor entre Juturna e Jano, e era o deus da água da nascente.

## Honras
O Lago Volturno, na Antártida, recebeu o nome da divindade.